# Thomas Buchecker Cooper
Thomas Buchecker Cooper (* 29. Dezember 1823 in Coopersburg, Lehigh County, Pennsylvania; † 4. April 1862 ebenda) war ein US-amerikanischer Politiker. In den Jahren 1861 und 1862 vertrat er den Bundesstaat Pennsylvania im US-Repräsentantenhaus.

## Werdegang
Thomas Cooper besuchte die öffentlichen Schulen seiner Heimat und danach das Pennsylvania College in Gettysburg. Nach einem anschließenden Medizinstudium an der University of Pennsylvania in Philadelphia und seiner 1843 erfolgten Zulassung als Arzt begann er in Coopersburg in diesem Beruf zu arbeiten. Gleichzeitig schlug er als Mitglied der Demokratischen Partei eine politische Laufbahn ein.
Bei den Kongresswahlen des Jahres 1860 wurde Cooper im siebten Wahlbezirk von Pennsylvania in das US-Repräsentantenhaus in Washington, D.C. gewählt, wo er am 4. März 1861 die Nachfolge des Republikaners Henry Clay Longnecker antrat. Er konnte sein Mandat im Kongress bis zu seinem Tod am 4. April 1862 ausüben. Diese Zeit war von den Ereignissen des Bürgerkrieges geprägt.